# Edward Kłosiński

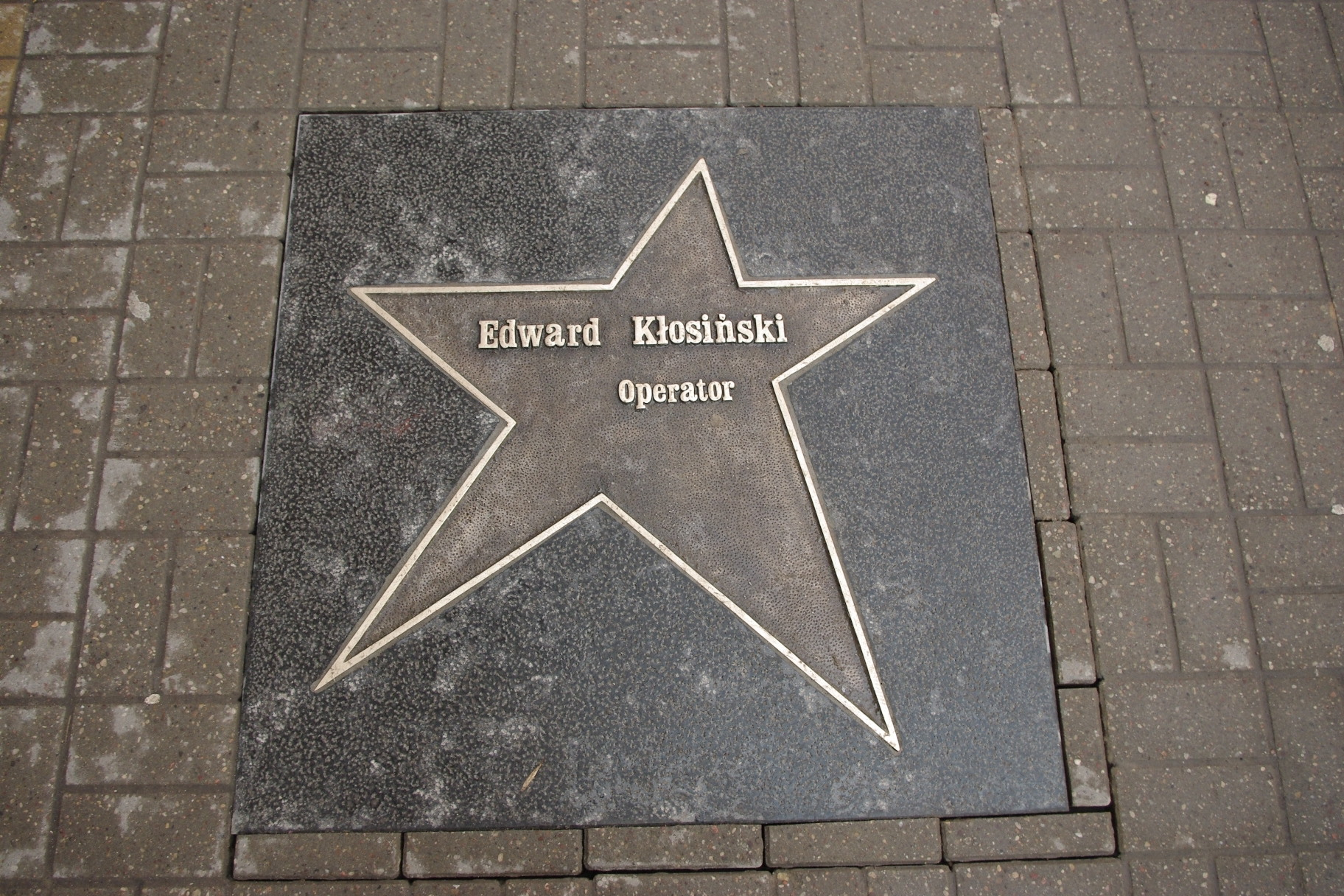
Kłosińskis Stern auf dem Walk of Fame in Łódź

Edward Stefan Kłosiński (* 2. Januar 1943 in Warschau; † 5. Januar 2008 in Milanówek) war ein polnischer Kameramann.

## Leben
Edward Kłosiński schloss 1967 seine Kameraausbildung an der Filmhochschule Łódź erfolgreich ab. 1972 gab Kłosiński sein Kinodebüt; 1973 arbeitete er zum ersten Mal mit Krzysztof Zanussi zusammen. Andrzej Wajda engagierte ihn erstmals 1974 für seinen Film Das gelobte Land.
Seit den Arbeiten mit Wajda in den 1970er Jahren gehörte Kłosiński zu den herausragenden polnischen Kameramännern, die auch internationale Erfolge vorweisen konnten. Neben der Filmarbeit war er außerdem als Lichtregisseur für Theaterinszenierungen von Andrzej Wajda, Magda Umer, Andrzej Domalik und Krystyna Janda verantwortlich. In Deutschland arbeitete er regelmäßig mit Dieter Wedel zusammen. Er war mit der Schauspielerin Krystyna Janda verheiratet.
Edward Kłosiński starb am 5. Januar 2008 in Milanówek an Lungenkrebs. Er wurde auf dem Evangelischen Friedhof in Warschau bestattet.

## Filmografie (Auswahl)
- 1973: Illumination (Iluminacja) – Regie: Krzysztof Zanussi
- 1975: Das gelobte Land (Ziemia obiecana) – Regie: Andrzej Wajda
- 1977: Tarnfarben (Barwy ochronne) – Regie: Krzysztof Zanussi
- 1977: Der Mann aus Marmor (Człowiek z marmuru) – Regie: Andrzej Wajda
- 1978: Der Conferencier (Wodzirej) – Regie: Feliks Falk
- 1978: Die Spirale (Spirala) – Regie: Krzysztof Zanussi
- 1978: Pokój z widokiem na morze – Regie: Janusz Zaorski
- 1978: Ohne Betäubung (Bez znieczulenia) – Regie: Andrzej Wajda
- 1979: Die Mädchen von Wilko (Panny z Wilka) – Regie: Andrzej Wajda
- 1979: Die Chance (Szansa) – Regie: Feliks Falk
- 1980: Die Jahre vergehen – Regie: Peter Keglevic
- 1981: Der Mann aus Eisen (Człowiek z żelaza) – Regie: Andrzej Wajda
- 1983: Bella Donna
- 1983: Matka Królów – Regie: Janusz Zaorski
- 1984: Eine blaßblaue Frauenschrift – Regie: Axel Corti
- 1984: Die Grünstein-Variante – Regie: Bernhard Wicki
- 1985: Der Bulle und das Mädchen – Regie: Peter Keglevic
- 1986: Chronik von Liebesunfällen (Kronika wypadków miłosnych) – Regie: Andrzej Wajda
- 1987: Sansibar oder Der letzte Grund – Regie: Bernhard Wicki
- 1988: Und die Geigen verstummen – Regie: Alexander Ramati
- 1990: Herzlich willkommen – Regie: Hark Bohm
- 1990: Der Skipper – Regie: Peter Keglevic
- 1991: Leben für Leben – Maximilian Kolbe (Życie za życie. Maksymilian Kolbe) – Regie: Krzysztof Zanussi
- 1991: Europa – Regie: Lars von Trier
- 1993: Der große Bellheim – Regie: Dieter Wedel
- 1994: Drei Farben: Weiß – Regie: Krzysztof Kieślowski
- 1996: Der Schattenmann – Regie: Dieter Wedel
- 1996: Pestka – Regie: Krystyna Janda
- 1998: Der König von St. Pauli – Regie: Dieter Wedel
- 1999: Ein Lied von Liebe und Tod – Gloomy Sunday – Regie: Rolf Schübel
- 2000: Abschied. Brechts letzter Sommer – Regie: Jan Schütte
- 2002: Gebürtig – Regie: Lukas Stepanik und Robert Schindel
- 2002: Chopin – Sehnsucht nach Liebe – Regie: Jerzy Antczak
- 2003: Supertex – Eine Stunde im Paradies (SuperTex)
- 2003: Pogoda na jutro – Regie: Jerzy Stuhr
- 2004: Vinci – Regie: Juliusz Machulski
- 2005: Persona non grata – Regie: Krzysztof Zanussi
- 2006: Wszyscy jestesmy Chrystusami – Regie: Marek Koterski
- 2007: Mein alter Freund Fritz
- 2007: Bis später, Max! (Love Comes Lately)